# Rivière-Salée (Martinica)
Rivière-Salée es una comuna situada en la zona meridional de Martinica, en el interior de la isla.

## Características generales

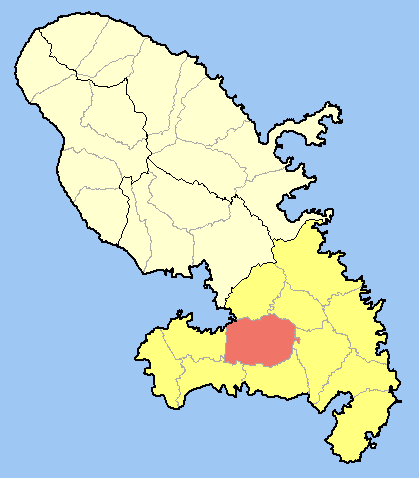
Ubicación de Rivière-Salée en la subprefectura de Le Marin dentro del departamento de Martinica.

Cuenta con una población de 13.144 habitantes, un área de 39 km², y por ende una densidad de 337 hab./km². Su parroquia fue fundada en 1716. El café, la caña de azúcar, el cacao y el algodón, son productos históricos de la región.